# Nipsistiarios (título)
El nipsistiarios (en griego: νιψιστιάριος) era un cargo de la corte bizantina y un rango reservado para los eunucos.
El oficio se atestigua por primera vez en un sello del siglo vii, pero fue abandonado mucho antes del siglo xiv, ya que no se menciona en el Libro de Oficios de Pseudo Codinos. Como su nombre lo indica (del griego νίπτειν, 'lavarse las manos'), el nipsistiarios tenía la tarea de sostener una pila de agua de oro con incrustaciones de gemas y ayudar al emperador bizantino a realizar las abluciones rituales antes de que saliera del palacio imperial o realizara las ceremonias. Según el Klētorologion de 899, el símbolo del oficio era una kamísion ('túnica') bordada con la figura de una palangana de color púrpura. En el Klētorologion, se clasifica como el más bajo en la jerarquía de las dignidades específicamente eunucas, por debajo de los koubikoularios ('cubicularios'). Sin embargo, en el siglo x hay una referencia de que el eunuco Samonas fue promovido de koubikoularios a nipsistiarios.